# ダミエン・イングリス
ダミエン・イングリス (Damien Roberto Inglis 1995年5月20日 - )は、フランスのプロバスケットボール選手。フランス領ギアナのカイエンヌ出身。横浜ビー・コルセアーズ所属。ポジションはパワーフォワード。

## 来歴
バスケットボール選手を目指す為に15歳にフランスに渡ったイングリスは、トニー・パーカーなどを輩出したフランス国立スポーツ研究センターに入所。スポーツ選手としての修行を積み、2013年にコラール・ロアンヌ・バスケットと契約。1シーズンプレーした後に2014年のNBAドラフトにエントリーを表明した。しかし、右足首を負傷してのエントリーだったこともあり、1巡目指名を有望視されながらも結局は2巡目での指名に甘んじ、31位でミルウォーキー・バックスから指名された。その後もドラフト前にパリで手術を受けた右足首の状態は思わしくなく、2015年1月に再手術となり、結局2014-15シーズンは全休。2015年のNBAサマーリーグで実戦復帰し、2015-16シーズン開幕戦のニューヨーク・ニックス戦で念願のNBAデビューを果たした。
2016年6月29日、バックスを解雇された。

### スペインでのキャリア（2021-2024）

#### ビルバオ・バスケット（2021-2022）
2021年11月16日、リーガACBに所属するビルバオ・バスケットとの契約が発表された。リーグ戦では24試合に出場し、1試合平均23.1分の出場で、11.5得点、5.7リバウンド、2.0アシスト、フィールドゴール成功率55.2パーセントという成績を残した。

#### CBグラン・カナリア（2022-2023）
2022年7月23日、リーガACBとユーロカップに所属するCBグラン・カナリアとの契約が発表された。

### 横浜ビー・コルセアーズ(2024-)
2024年9月1日、横浜ビー・コルセアーズへの加入が発表された。

## その他
イングリスはケビン・セラフィンに次ぐNBA史上2人目のフランス領ギアナ出身の選手である。因みに2013年のNBAドラフトでは、リビオ・ジャン＝シャルルも28位でサンアントニオ・スパーズから指名されている。